# Headhunter (Band)
Headhunter ist eine deutsche Thrash-Metal-Band, die von Destruction-Sänger Schmier gegründet wurde. Headhunter veröffentlichte in den 1990er Jahren drei Alben, bis sie sich 1997 aufgelöste. 2007 wurde die Reunion bekannt gegeben und ein neues Album angekündigt.

## Geschichte
Nachdem Sänger und Bassist „Schmier“ im Jahr 1989 von den anderen Destruction-Musikern gekündigt wurde, gründete er mit dem fränkischen Radiomoderator Uwe „Schmuddel“ Hoffmann und Alex Holzwarth (Sieges Even, Rhapsody of Fire) die Band Headhunter. Aufgrund von Streitigkeiten mit seinem Ex-Label SPV musste Holzwarth die Band während der Aufnahmen zu ihrem ersten Album Parody of Life verlassen. Der Aushilfs-Schlagzeuger Jörg Michael stieg daraufhin fest bei Headhunter ein. In dieser Formation veröffentlichte die Band 1990 das Album über Virgin Records.
1991 ging Headhunter auf Japan-Tournee und nahm das zweite Album A Bizarre Garden Accident auf, das 1992 veröffentlicht wurde. Hoffmann verletzte sich 1993 bei einem Verkehrsunfall schwer; daraufhin pausierte die gesamte Band für einige Zeit, um 1994 das dritte Album „Rebirth“ zu veröffentlichen.
Trotz guter Kritiken waren die Verkaufszahlen der Alben nicht so hoch, um die Bandmitglieder finanziell abzusichern, sodass sie in der Folge gezwungen waren, andere Jobs anzunehmen. 1997 löste sich die Band wegen mangelnder Perspektive auf.
2007 übernahm AFM Records die Vertriebsrechte der Headhunter-Alben und veröffentlichte alle drei CDs als Remasters. Im August 2007 kündigte Headhunter ein neues Album an, das den Namen Parasite Of Society tragen soll.

## Diskografie
- 1990: Parody of Life
- 1992: A Bizarre Gardening Accident
- 1994: Rebirth
- 2008: Parasite of Society